# François Auguste Gevaert
François Auguste Gevaert (ur. 31 lipca 1828 w Huysse k. Oudenaarde, zm. 24 grudnia 1908 w Brukseli) – belgijski kompozytor, teoretyk muzyki, muzykolog .

## Życiorys
Studiował grę fortepianową, harmonię i kompozycję w konserwatorium w Gandawie, a następnie uczył gry na fortepianie i przez wiele lat był organistą w tamtejszym kolegium Jezuitów . 
Zainicjował badania nad muzyką liturgiczną, 1867–1870 był dyrektorem opery w Paryżu, a od 1871 dyrektorem konserwatorium w Brukseli. 
Był królewskim kompozytorem i dyrygentem. Członek Académie royale de Belgique, Instytutu Francji i Königliche Akademie der Kunste w Berlinie. Oficer (1881) i Komandor (1896) Orderu Leopolda . W 1904 otrzymał Pour le Mérite za Naukę i Sztukę. W 1907 otrzymał tytuł barona za skomponowanie hymnu narodowego Belgijskiego Konga .
Napisał m.in. prace Les origines du chant liturgique de l'église latine (1890) i La mélopée antique dans le chant de l'Église latine (1895–1896) oraz cenne podręczniki instrumentacji, utwory orkiestrowe, organowe, chóralne, pieśni i opery.